# Firebase
Firebase是Firebase公司在2011年發布的行動和網路應用程式開發者平台，在2014年被Google收購。
截至2020年3月，Firebase平台擁有19項產品，它們被超過150萬個應用程式採用。

## 歷史
Firebase是由Envolve發展而來，Envolve是James Tamplin和Andrew Lee於2011年創立的新創公司。 為開發人員提供了一個可以將在線對話功能置入他們網站中的API。釋出對話服務後，Tamplin和Lee發現，該服務被用於傳遞應用程序的數據而非預想的聊天訊息。開發人員將Envolve用在使用者的即時應用數據同步，例如遊戲狀態。 Tamplin和Lee決定將聊天系統和其背後的即時資訊系統分開。 他們在2011年9月成立了Firebase作為獨立公司，並在2012年4月向大眾發布。 
Firebase的第一個產品是Firebase實時數據庫，該API可在iOS、Android和Web設備之間同步應用程序數據，並將其存儲在Firebase的雲端中。該產品可幫助軟件開發人員構建實時的協作應用程序。 
在測試版發布一個月後的2012年5月，Firebase從风险投资家 Flybridge Capital Partners ， Greylock Partners ，Founder Collective和New Enterprise Associates籌集了110萬美元的種子基金 。 2013年6月，該公司又Union Square Ventures和Flybridge Capital Partners籌集了560萬美元的A轮融资 。 
在2014年，Firebase推出兩個產品。 
Firebase託管服務與Firebase身份驗證。這個舉動使公司的定位成為「後端即服務」 。 
2014年10月，Firebase被Google收購。一年後的2015年10月，Google收購了HTML5網絡託管平台Divshot，將其與Firebase團隊合併。
在2016年5月的Google I/O公司年度開發者大會上，Firebase推出了Firebase Analytics，並宣布將其服務擴展為移動開發人員的統一後端即服務（BaaS）平台。Firebase現在與其他各種Google服務集成在一起，包括Google Cloud Platform，AdMob和Google Ads，為開發人員提供更廣泛的產品和規模。Firebase的產品Firebase Cloud Messaging取代了Google Cloud Messaging（向Android設備發送推送通知的Google服務），該產品添加了向iOS和Web設備傳遞推送通知的功能。2017年1月，Google收購來自Twitter的Fabric與Crashlytics 並將它們提供的服務添加到Firebase之中。
2017年10月，Firebase推出了Cloud Firestore，這是一個實時文件數據庫，是Firebase Realtime Database的後繼產品。

## 服务

### 分析工具
Google Analytics（分析）是一種免費的應用評估解決方案，可提供有關應用使用情況和用戶參與度的見解。

### 開發工具

#### Firebase雲端訊息傳送
Firebase Cloud Messaging（FCM）曾被稱作Google Cloud Messaging（GCM），是用於Android、iOS和網路應用程式的消息和通知的跨平台解决方案，自2016年起可以免費使用。

#### Firebase身份验证
Firebase身份驗證是一項可以僅使用客戶端代碼對用戶進行身份驗證的服務。它支援社交平台驗證供應商 Facebook、GitHub、Twitter和Google以及其他服务提供商，例如Google Play Games、Apple、Yahoo和Microsoft。此外，它包括一個用戶管理系統，開發人員可以使用Firebase存儲的電子郵件和密碼登錄來啟用用戶身份驗證。

#### Firebase实时数据库
Firebase提供了實時數據庫和後端即服務。該服務為應用程序開發人員提供了一個API允許應用程序數據能跨客戶端同步儲存在Firebase的雲端空間上。 該公司提供的客户端包含Android、iOS、JavaScript、Java、Objective-C、Swift和Node.js應用程式。 也可以透過REST API或綁定數個JavaScript框架（例如AngularJS、React、Ember.js和Backbone.js）來訪問數據庫。 REST API使用伺服器事件發送協議，這個協議是被用於創建HTTP與伺服器間推送通知之橋梁的API。 使用實時數據庫的開發人員可以使用公司的服務器端強制執行的安全規則來保護其數據。 

#### Cloud Firestore
在2019年1月31日，Cloud Firestore正式脫離beta版，使其成為Firebase系列的正式產品。 它是Firebase原始數據庫系統Real-time Database的後繼產品，並且允許嵌套文檔和字段，而不是Real-time Database中提供的樹狀視圖。 

#### Firebase Storage
無論網路頻寬為何，Firebase Storage均可為Firebase應用程序提供安全的文件上傳和下載，以用於存儲圖像、音頻、視頻或其他用戶生成的內容。 它由Google Cloud Storage提供技術支援。 

#### Firebase Hosting
Firebase Hosting是一项靜態與動態的Web托管服务 ，於2014年5月13日啟動。它支持託管靜態文件，例如CSS、HTML、JavaScript和其他文件，還有支援Cloud Functions。 這項服務透過HTTP安全 （HTTPS）和安全套接字层加密（SSL）並藉由内容传递网络 （CDN）來傳遞文檔。 Firebase與CDN Fastly合作提供基於CDN的Firebase託管服務。 這間公司指出，Firebase Hosting的發展源於客戶的要求。開發人員將Firebase用於其實時數據庫，但需要一個託管其內容的地方。 

#### 機器學習套件
ML Kit是面向開發人員的行動机器学习系统，2018年5月8日在Google I/O以beta版發布。 ML Kit API具有多種功能，包括光學字符識別、檢測人臉、掃描條形碼、標記圖像和識別地標。當前可用於iOS或Android開發人員。如果給定的API不夠，您也可以導入自己的TensorFlow Lite模型。 這些API可以在設備上或在雲端上使用。 

### 穩定性

#### 錯誤報告
崩潰報告可創建有關應用程序錯誤的詳細報告。將錯誤分組為具有類似堆棧跟踪的群集，並根據對應用程序用戶的影響的嚴重程度對其進行分類。除了自動報告，開發人員還可以記錄自定義事件，以幫助捕獲導致崩潰的原因。 在收購Crashlytics之前，Firebase使用的是自己的Firebase Crash Reporting。

#### 性能
Firebase Performance提供有關應用程序性能和用戶體驗的延遲的分析。 

#### Firebase測試實驗室
Firebase測試實驗室提供了基於雲端的基礎架構，用於一次操作即可測試Android和iOS應用。開發人員可以在各種設備和設備配置中測試他們的應用程式。  
Firebase控制台提供了包括運行紀錄，影片與屏幕截圖在內的測試結果。即使開發人員沒有為其應用編寫任何測試代碼，測試實驗室也可以自動運行該應用來尋找錯誤。 目前，iOS測試實驗室仍處於測試階段。 

#### Admob
Admob是接入Firebase的Google產品之一。 

### 增长

#### Firebase動態鏈結
動態Firebase鏈接是智能URL，可動態更改其行為以在多個平台（包括電腦網路瀏覽器，iOS和Android）以及行動應用程序的深入鏈接中提供「最佳可用體驗」。動態鏈接可在所有應用安裝中使用：如果用戶在iOS或Android上打開動態鏈接，但未安裝該應用，則系統將提示用戶先安裝該應用。安裝後，該應用程序將開始運行並可以訪問該鏈接。 
Firebase動態鏈結將於2025年8月25日關閉，Firebase動態鏈結提供的所有連結都會停止運作，且將無法再建立新連結。

## 参見
1. 1 2  . CrunchBase.   [2014-06-11]. （原始内容存档于2014-06-13）.
2. ↑  . Firebase, Inc.   [2020-04-08]. （原始内容存档于2020-04-12）.
3. ↑  . AngelList.   [2014-06-11]. （原始内容存档于2014-07-06）.
4. ↑  Lehenbauer, Michael. . Firebase, Inc.   [2014-06-11]. （原始内容存档于2016-06-23）.
5. ↑  Tamplin, James. . Firebase, Inc.   [2014-10-22]. （原始内容存档于2014-10-22）.
6. ↑  . Firebase Tutorials. 2020-03-06  [2020-03-20]. （原始内容存档于2020-03-20） （美国英语）.
7. ↑  . Firebase.   [2020-03-20]. （原始内容存档于2020-03-18） （英语）.
8. ↑  Melendez, Steven. . Fast Company. 2014-05-27  [2014-06-11]. （原始内容存档于2014-06-03）.
9. ↑  Metz, Cade. . Wired. 2012-04-12  [2019-02-01]. （原始内容存档于2019-02-02）.
10. ↑  Ha, Anthony. . TechCrunch. 2012-05-22  [2019-02-01]. （原始内容存档于2019-02-02）.
11. ↑  Darrow, Barb. . Gigaom. 2013-06-06  [2014-06-11]. （原始内容存档于2014-05-04）.
12. ↑  Lardonis, Frederic. . 2014-05-13  [2019-02-01]. （原始内容存档于2019-02-19）.
13. 1 2  . Firebase, Inc.   [2016-05-19]. （原始内容存档于2016-09-21）.
14. ↑  Tamplin, James. . Firebase, Inc.   [2014-10-22]. （原始内容存档于2016-06-23）.
15. ↑  Olanoff, Drew. . TechCrunch.   [2019-02-01]. （原始内容存档于2019-02-02）.
16. ↑  Tamplin, James. . Firebase, Inc. 2016-05-18  [2019-02-01]. （原始内容存档于2018-01-19）.
17. ↑  Paret, Rich. . 2017-01-18  [2017-01-18]. （原始内容存档于2017-01-19）.
18. ↑  Ma, Francis. . 2017-01-18  [2017-01-18]. （原始内容存档于2017-01-18）.
19. ↑  . TechCrunch.   [2018-07-16]. （原始内容存档于2018-07-17）.
20. ↑  . InfoQ.   [2017-10-19]. （原始内容存档于2017-10-19）.
21. ↑  . Android Police. 2017-10-03  [2017-10-19]. （原始内容存档于2017-10-19） （美国英语）.
22. ↑  . AndroidHeadlines.com |. 2017-10-05  [2017-10-19]. （原始内容存档于2017-10-19） （美国英语）.
23. ↑  . Google Developers.   [2016-05-28]. （原始内容存档于2016-09-10） （英语）.
24. ↑  . Google Developers.   [2016-05-28]. （原始内容存档于2016-07-20） （英语）.
25. ↑  Farr, Christina. . VentureBeat. 2013-02-13  [2014-06-12]. （原始内容存档于2014-02-21）.
26. ↑  Marshall, Matt. . VentureBeat. 2013-08-29  [2014-06-12]. （原始内容存档于2014-06-28）.
27. ↑  . Firebase, Inc.   [2016-05-19]. （原始内容存档于2016-09-08）.
28. ↑  Darrow, Barb. . Gigaom. 2012-12-18  [2014-06-12]. （原始内容存档于2014-10-17）.
29. ↑  . Google Cloud Blog.   [2019-04-30]. （原始内容存档于2019-04-30）.
30. ↑  . Google Developers.   [2016-05-28]. （原始内容存档于2016-09-21） （英语）.
31. ↑  .   [2020-04-08]. （原始内容存档于2020-04-21）.
32. ↑  Lardinois, Frederic. . TechCrunch. 2014-05-13  [2014-06-12]. （原始内容存档于2014-06-12）.
33. ↑  Novet, Jordan. . VentureBeat. 2014-05-13  [2014-06-12]. （原始内容存档于2014-06-14）.
34. ↑  . Google Developers Blog.   [2018-07-07]. （原始内容存档于2018-07-07） （美国英语）.
35. ↑  . Firebase.   [2018-07-07]. （原始内容存档于2019-07-07） （英语）.
36. ↑  . Google Developers.   [2016-05-28]. （原始内容存档于2016-09-24） （英语）.
37. ↑  . Google Developers.   [2016-05-28]. （原始内容存档于2016-07-03） （英语）.
38. ↑  . Firebase.   [2019-08-09]. （原始内容存档于2019-08-10） （英语）.
39. ↑  . Firebase.   [2024-07-19]. （原始内容存档于2025-01-29）.

## 外部連結
- 官方网站